# Munții Brokeoff
Munții Brokeoff, conform originalului din engleză, Brokeoff Mountains, este un lanț montan secundar din statul american New Mexico. Munții Brokeoff sunt o prelungire a munților Guadalupe în Comitatul Otereo. Cel mai înalt punct al lanțului este undeva pe granița dintre statele New Mexico și Texas, în zona canionului Panther.